# Zinna (Torgau)
Zinna – dzielnica miasta Torgau  w Niemczech, w kraju związkowym Saksonia, w powiecie Nordsachsen, we wspólnocie administracyjnej Torgau. Do 29 lutego 2012 należała do okręgu administracyjnego Lipsk. Do 31 grudnia 2012 samodzielna gmina.